# Pedro Pinto (político)
Pedro Miguel Soares Pinto (Lisboa, 1 de julho de 1977), conhecido habitualmente como Pedro Pinto, é um empresário e político português. Atualmente, desempenha as funções de deputado à Assembleia da República, presidente do grupo parlamentar, secretário-geral e adjunto da direção nacional do partido CHEGA.
É natural de Lisboa e trabalhou no ramo da organização de espetáculos tauromáquicos, onde já exerceu a função de diretor da revista Ruedo Ibérico, dedicado à tauromaquia.

## Atividade política
É antigo militante e dirigente do CDS-PP de Portalegre. Em 2019 desfiliou-se do CDS, ingressando no Chega, onde assumiu a liderança da distrital de Beja, candidatando-se às eleições legislativas desse ano como cabeça-de-lista pelo círculo eleitoral daquele distrito. Atualmente, ocupa o cargo de adjunto da direção nacional, responsável pela secretária-geral do partido e foi candidato à Câmara Municipal de Beja nas eleições autárquicas de 2021.
Nas eleições legislativas de 2022, foi inicialmente apontado ao distrito de Portalegre, acabando por ser escolhido para ser cabeça-de-lista pelo círculo eleitoral de Faro, uma vez que este distrito eleitoral elege nove deputados, ao invés dos dois de Portalegre, aumentando assim as probabilidades do dirigente conseguir um lugar no Parlamento, condizente com a sua posição de dirigente nacional do partido.
Na sua página oficial de Facebook chama às alterações climáticas “uma charada politicamente correta” e defende que o “lugar dos assassinos, violadores, pedófilos é ficar na cadeia para sempre”. No dia 6 de fevereiro foi escolhido para assumir a liderança do grupo parlamentar do Chega na Assembleia da República.
Em entrevista à TSF, Pedro Pinto criticou a forma como António Costa montou o novo executivo. Defendendo que o Governo, embora novo, não traz novidades. Deixou críticas ao primeiro-ministro pela escolha de Fernando Medina para Ministro das Finanças: "Se fosse dia 1 de abril até acreditaríamos que Fernando Medina podia ser ministro das Finanças, porque com aquilo que deixou em Lisboa, um legado de dívidas na câmara e uma quase venda aos russos de variadíssimas coisas, isto é quase uma brincadeira de mau-gosto de António Costa com os portugueses".
A 3 de maio de 2022 esteve no Algarve, a fim de ouvir os órgãos distritais sobre os problemas que afetam a região, garantindo “a promessa de que os interesses da região serão defendidos no debate do OE”.
Em declarações à rádio TSF, manifestou-se a favor da adesão da Ucrânia à União Europeia, desde que o processo seja "transparente e legal", esperando que este não se atrase por questões económicas.
No XI Conselho Nacional do partido, Pedro Pinto visou a comunicação social: “Vão dizer que o que se está aqui a passar hoje é culto ao líder. Não é. É respeito por aquele homem que pode realmente mudar Portugal”. Criticou de seguida a oposição interna do partido e apontou “quatro tipos de oposição" “cobardes”, que “não tiveram coragem de dar a cara”: “Há aqueles que se autoexcluíram de um gabinete de estudos e começaram a minar, tal qual como fizeram no CDS”; “há ainda os arruaceiros, que diziam que traziam autocarros… Onde é que eles estão?" e “ressabiados, das guerras internas das distritais”.
No encerramento da III Academia de Verão da Juventude CHEGA, defendeu que o futuro não passa pelas "amarras do socialismo", considerando esse o principal combate do partido. Achou também "curiosa e intrigante" a imagem do presidente do PSD, Luís Montenegro, a discursar na Universidade de Verão social-democrata com vários jovens atrás de si, afirmando que "o partido que mais jovens mandou embora do país é agora aquele que se apresenta como o partido dos jovens".
No dia 22 de janeiro de 2024, André Ventura, presidente do CHEGA, voltou a confirmá-lo como cabeça de lista às eleições legislativas de 2024 por Faro.

## Deputado à Assembleia da República

### XV Legislatura da República Portuguesa
A 30 de janeiro de 2022, Pedro Pinto foi eleito deputado à Assembleia da República pelo Chega, pelo círculo eleitoral de Faro. No dia 6 de fevereiro foi escolhido como líder da bancada parlamentar do partido Chega. A 29 de março de 2022 tomou posse como deputado.
Em entrevista ao Observador, Pedro Pinto disse que “em política não se pode passar pelos pingos da chuva”, numa alusão à rejeição do programa do Governo. O líder da bancada parlamentar do Chega diz que “ninguém acreditava que Fernando Medina fosse ministro das Finanças”. Relativamente ao programa do governo, mencionou que "este é um programa de Governo que é um programa eleitoral, que não fala de economia, do turismo, do mundo rural, de tudo aquilo que se pretende que existam respostas, ainda para mais no período de guerra que se vive em que estamos a atravessar uma crise e que será maior ainda".
No dia 19 de abril, acompanhou os deputados André Ventura, Rita Matias e Pedro Frazão à Porta do Colégio Planalto, numa ação para sensibilizar pais e alunos e exigir, no contexto da pandemia de COVID-19, ao Governo o fim da obrigatoriedade do uso de máscaras, sobretudo em meio escolar.
Numa declaração política na Assembleia da República, sublinhou que o SEF "precisa de ser melhorado, mas não extinto", sublinhando que a reforma do Governo iria trazer "mais burocracia e mais atraso", apresentando um projeto de lei que revoga a reestruturação do sistema português de controlo de fronteiras, repondo a estrutura orgânica e as missões do SEF.
Em debate sobre o Orçamento de Estado de 2022, afirmou tal "orçamento [tinha] falhas graves ao nível da Justiça e da economia”, justificando que “não pode votar a favor de um Orçamento que não é bom para o português comum”. No parlamento ainda acusou a reestruturação de ser uma ‘Cabritada’, em crítica ao antigo ministro da Administração Interna, Eduardo Cabrita. O Chega acusou este processo de ser um “capricho” do antigo MAI. O líder da bancada do Chega, acusou o Governo de ter tomado uma "decisão irrefletida" numa altura em que precisava de "vender a alma à extrema-esquerda", em particular ao Bloco de Esquerda. Entre as prioridades que o deputado encontra para manter o SEF conta-se a necessidade de conter refugiados que, segundo ele, chegam "de iPhone na mão". No último dia da discussão do OE, criticou “o país das maravilhas de António Costa” para falar sobre os problemas nas forças de segurança. Sublinhou também que as dificuldades "são mais graves no interior" do país, onde há um "abandono total dos territórios", pedindo ao Governo mais efetivos para reforçar as forças de segurança. A 2 de junho de 2022, foi eleito e tomou posse como presidente do grupo parlamentar.
Numa intervenção política, considerou que eliminar as isenções fiscais para os partidos “é da mais elementar justiça” e que as forças políticas têm de “partilhar o fardo fiscal com o cidadão”.
No encerramento da segunda moção de censura apresentada pelo CHEGA ao Governo, acusou o PSD de ter cedido ao socialismo e de ser "frouxo, fraquinho e fofinho", defendendo que o seu partido é uma “oposição única” ao Partido Socialista. Afirmando ainda que, “na política, não há meio-termo, é sim ou não”, criticando de seguida a abstenção dos deputados sociais-democratas, argumentando que representa “cumplicidade com as políticas socialistas e com António Costa”.

#### Comissões Parlamentares
- Comissão de Assuntos Constitucionais, Direitos, Liberdades e Garantias [Vice-Presidente da Comissão];
- Comissão de Cultura, Comunicação, Juventude e Desporto [Suplente].

### XVI Legislatura da República Portuguesa
A 10 de março de 2024, foi reeleito deputado à Assembleia da República pelo CHEGA, pelo círculo eleitoral de Faro. Nas eleições que levaram à instauração da XVI Legislatura, Pedro Pinto conquista o primeiro lugar no círculo eleitoral de Faro, e passa a existir três forças políticas a conquistar algum círculo eleitoral no País. Sendo o primeiro círculo eleitoral do país onde o CHEGA consegue conquistar o primeiro lugar. No dia 16 de abril, é reeleito líder parlamentar do Chega. Após a sua eleição, referiu que esta era uma "equipa forte e dinâmica, que concilia experiência e juventude”. A nova direção da bancada do CHEGA terá quatro vice-presidentes: Rui Paulo Sousa, Rita Matias, Jorge Galveias e Marta Silva; tendo sido criadas pelo reeleito líder parlamentar duas equipas de trabalho: a coordenação técnica, composta por Cristina Rodrigues e Eduardo Teixeira, e a coordenação da comunicação, a cargo de Patrícia de Carvalho e Bernardo Pessanha.

## Controvérsias
Em julho de 2022, foi noticiado que, nesse mesmo mês, Pedro Pinto, num corredor da Assembleia da República, tentou encostar a sua testa à de Nuno Saraiva, assessor do PS, num tom provocatório, enquanto ameaçava partir-lhe a “tromba”, chamando-o de "anão".
Em junho de 2023, foi reportado que Pedro Pinto tinha sido visto, nesse mesmo mês, a agredir um árbitro de futebol de 18 anos e a tentar agredir um outro da mesma idade num torneio infantil de escalões de sub-11 e sub-13, em que também participava a equipa do seu filho, o Futebol Clube do Crato.
Em outubro de 2024, num debate com o líder parlamentar do Bloco de Esquerda na RTP3, Pedro Pinto afirmou que se as forças de segurança "disparassem mais a matar, o país estava mais na ordem". A polémica declaração, que muitos consideraram "gravemente atentatória do estado de direito e dos direitos fundamentais dos cidadãos", foi feita depois de Odair Moniz, cidadão cabo-verdiano de 43 anos, ter sido baleado mortalmente por um agente da Polícia de Segurança Pública na madrugada de 21 de outubro, no bairro da Cova da Moura, na Amadora.

## Resultados Eleitorais

### Eleições legislativas
| Data | Partido    | Partido | Círculo eleitoral | Posição    | CI.    | Votos          | %              | +/-    | Status | Notas                                                       | Ref    |
| ---- | ---------- | ------- | ----------------- | ---------- | ------ | -------------- | -------------- | ------ | ------ | ----------------------------------------------------------- | ------ |
| 2022 |            | CH      | Faro              | 1.º (em 9) | 3.º    | 23 988         | 12,30 / 100,00 |        | Eleito | Presidente do Grupo Parlamentar e Secretário-Geral do CHEGA | [ 41 ] |
| 2024 | 1.º (em 9) | CH      | Faro              | 1.º        | 64 228 | 27,19 / 100,00 | 14,89          | Eleito | [ 42 ] | Presidente do Grupo Parlamentar e Secretário-Geral do CHEGA |        |
| 2025 | 1.º (em 9) | CH      | Faro              | 1.º        | 78 168 | 33,90 / 100,00 | 6,71           | Eleito | [ 43 ] | Presidente do Grupo Parlamentar e Secretário-Geral do CHEGA |        |

### Eleições autárquicas

#### Câmara Municipal
| Data | Partido | Partido | Concelho | Posição    | Cl. | Votos | %             | Status     | Notas | Ref    |
| ---- | ------- | ------- | -------- | ---------- | --- | ----- | ------------- | ---------- | ----- | ------ |
| 2021 |         | CH      | Beja     | 1.º (em 7) | 5.º | 880   | 5,44 / 100,00 | Não eleito |       | [ 44 ] |
| 2025 |         | CH      | Faro     | 1.º (em 9) |     |       | 0,00 / 100,00 |            |       | [ 45 ] |